# Janja Klasinc
Janja Klasinc, slovenska novinarka, političarka in javna uslužbenka v pokoju,* 20. november 1955, Koper.

## Življenjepis
Leta 1981 je diplomirala iz novinarstva na Fakulteti za sociologijo, politične vede in novinarstvo, kjer je študirala na katedri za novinarstvo z izbirnimi predmeti iz mednarodnih odnosov.
Novinarstvo
- 1981 – 1987   poročevalka in komentatorka v časniku Delo,
- 1987 – 1988  odgovorna urednica revije Jana,
- 1988 – 1993  dopisnica časnika Delo in RTV Slovenija v Beogradu,
- 1993 – 1994  komentatorka  v  informativnem programu RTV Slovenija v Ljubljani,
- 1994 – 1997  urednica in odgovorna urednica časnika Republika.

Državna uprava
- 1997 - svetovalka vlade na Ministrstvu za zunanje zadeve
- 1997 - 2001 svetovalka vlade na Ministrstvu za zunanje zadeve in Službi vlade za evropske zadeve,
- 2001 – 2008  sekretarka na Ministrstvu za notranje zadeve (PR in evropske zadeve).
- od 2014 - Ministrstvo za zunanje zadeve - vodja Sektorja za javno diplomacijo in mednarodno sodelovanje v kulturi

### Državni zbor
2008-2011
V času 5. državnega zbora Republike Slovenije, je bila izvoljena na listi Socialnih demokratov in je bila članica naslednjih delovnih teles:
- Odbor za zunanjo politiko (predsednica)
- Odbor za notranjo politiko, javno upravo in pravosodje (članica)
- Komisija za odnose s Slovenci v zamejstvu in po svetu (članica)

2011-2014
V času  6. državnega zbora Republike Slovenije je bila izvoljena na listi Pozitivne Slovenije in je bila  članica naslednjih delovnih teles:
- Odbor za zunanjo politiko (predsednica)
- Odbora za zadeve EU (članica)
- Odbora za notranjo politiko (članica)